# الأمير تشارلز يتحدث (كتاب)
الأمير تشارلز يتحدث، هو كتاب يضم مجموعة مختارة من أحاديث ومقالات وخطب الملك المملكة المتحدة، تشارلز الثالث، عندما كان أميراً لويلز، نشر عام 2006 عن مركز دراسات المصادر التراثية بجامعة ماريلاند، ومن إعداد وتحرير ديفد كادمان وسهيل بشروئي ونقله الأخير إلى العربية عن دار الساقي عام 2010. ويقول الملك تشارلز الثالث في مقدمة نسخة الكتاب العربية، التي يقول عنها الناشر أن تشارلز أصر على أن تكون العربية اللغة الأولى التي يصدر بها كتابه بعد الإنجليزية: "إنني كرست حياتي حتى الآن لجهد مركّز أذكّر به الناس بالحاجة الضرورية إلى استعادة الانسجام المفقود في حياتنا، وإصلاح لك التوازن القديم بين البعيدين الداخلي والخارجي لوجودنا".

## عن الكتاب
يتناول الكتاب، القسم إلى ستة فصول (الزراعة والتنمية، الهندسة المعمارية والبيئة المبنية، الطب والصحة، مجتمع متعدد الأعراق والأديان والتقاليد، التعليم، مؤسسة الأمير الائتمانية ودور المؤسسات التجارية في المجتمع)، موضوعات عدة تتناول وجهة نظر أمير ويلز السابق، وملك بريطانيا الحالي، حول البيئة والتنمية، والفقر والزراعة المستدامة، والعصرية والحداثة، والمدن التقليدية، والعلم والمعالجة، والرعاية الصحية، والتعليم وخلق الفرص أمام الشباب.
ويتطرق الكتاب في فصله الرابع (مجتمع متعدد الأعراق والأديان والتقاليد)، إلى رأي تشارلز الأمير، ووريث العرش البريطاني آنذاك، حول الإسلام والغرب، ويرى، في خطابه الذي ألقاه في مركز إكسفورد للدارسات الإسلامية في أكتوبر عام 1993، أن الروابط بين "هذين العالمين" (الإسلام والغرب) أضحت أهم من أي وقت مضى، بسبب ارتفاع وتيرة سوء التفاهم بين العالمين الإسلامي والغربي والتي وصفها بأنها "مرتفعة وإلى حد خطير"، ويستبعد أن يكون سوء التفاهم في الغرب حول الإسلام نابعاً من جهل "ففي العالم ألف مليون مسلم يعيش منهم ملايين في رابطة الشعوب البريطانية ومليون في بريطانيا (...) فالإسلام من حولنا وفي كل مكان". واعتبر أنه "من الغريب الشاذ أن يستمر سوء التفاهم بين الإسلام والغرب فإن ما ربط عالمينا أكثر بكثير مما يفرقهما".
ويرى أن الإسلام والمسيحية "يشتركان في رؤيتهما التوحيدية والإيمان بإله واحد وبأن الحياة الأرضية زائلة، وبيوم نحاسب فيه على أعمالنا، وبحقيقة الحياة الأخرى".
ويشير إلى ما أسماه "أصل واحد للمشكلة"، والتي تكمن في ردح كبير من تاريخ تلك القرون الأربعة عشر "كان زمن حروب وصراعات متبادلة، الأمر الذي أدى إلى خلق تقليد متوارث من الخوف وعدم الثقة"، ويتناول رأيه في كيفية مساهمة القراءات المختلفة للتاريخ والماضي في خلق هذه الحالة.